# Cadena de transmisión sellada

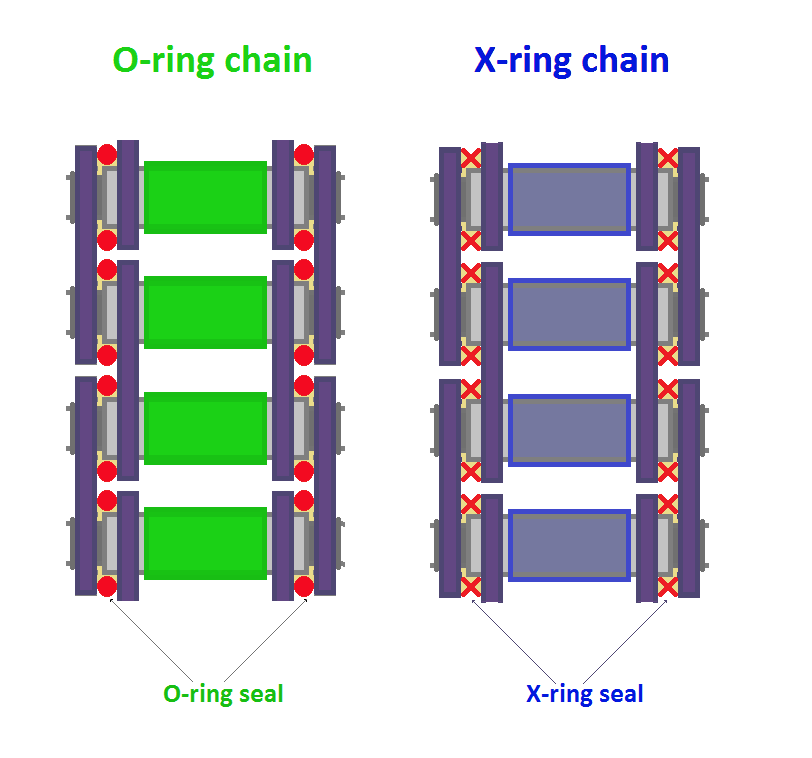
Cadena tipo "junta tòrica" i cadena tipo "junta X".

La cadena de transmisión sellada (o-ring chain) es una cadena de transmisión especializada usada para transmitir movimiento mecánico circular de un piñón (rueda dentada) a otro.

## Construcción
La cadena sellada debe su nombre en inglés (O-ring chain) a los sellos de hule de forma circular (sellos tipo o-ring) colocados entre las láminas externas e internas de los eslabones de una cadena de transmisión de movimiento mecánico. Los fabricantes de cadenas empezaron a incluir los sellos a partir de 1971 cuando Joseph Montano de "Whitney Chain" de Hartford, Connecticut inventó la aplicación como una forma de extender el tiempo que se mantiene la necesaria lubricación de la cadena, al mismo tiempo que no permite la entrada de tierra o suciedad a los ejes de los eslabones, lo que extiende la vida útil y disminuye la necesidad de mantenimiento a las cadenas de transmisión.

## Aplicaciones
Las cadenas selladas se usan principalmente en las motocicletas, una de las aplicaciones de transmisión más exigente por las altas velocidades implicadas, que requerirían cadenas de transmisión más grandes y con mucha lubricación que se puede perder por las condiciones de uso, camino, tierra, lluvia, etc. por lo que las cadenas selladas son ideales para dicha aplicación.